# ايكاترينا فالكوفا
ايكاترينا فالكوفا (بالروسية: Валькова Екатерина Игоревна)‏ هي لاعبة جودو روسية تنافس في وزن (63kg)، في عام 2016 فازت بميدالية برونزية في البطولات الأوروبية، ولكن تم إقصاؤها في الجولة الأولى في أولمبياد ريو.

## روابط خارجية
- ايكاترينا فالكوفا على موقع الفيدرالية الدولية للجودو (الإنجليزية)
- ايكاترينا فالكوفا على موقع JudoInside.com (الإنجليزية)
- ايكاترينا فالكوفا على موقع أوليمبيديا (الإنجليزية)